# Ricardo Sousa
Ricardo André de Pinho Sousa (São João da Madeira, 11 de janeiro de 1979) é um ex-futebolista português e é o atual treinador do CD Mafra.
Cumpriu formação na AD Sanjoanense, de onde saiu ainda júnior para o FC Porto. Na temporada 1998/99, foi emprestado ao Beira-Mar, clube então treinado pelo seu pai António Sousa, onde se estreou como profissional, ajudando o clube aveirense e sendo decisivo na conquista da Taça de Portugal, onde marcou o único golo da final.
A nível internacional, defendeu a Seleção Nacional no Campeonato Mundial de Futebol Sub-20 de 1999, onde disputou todas as partidas da equipa das Quinas na competição e marcou um golo contra a Coreia do Sul.